# Sindaci di Verbania
Di seguito l'elenco cronologico dei sindaci di Verbania e delle altre figure apicali equivalenti che si sono succedute nel corso della storia.

## Regno d'Italia (1939-1946)
| Podestà nominati dal governo (1939-1944)                   | Podestà nominati dal governo (1939-1944) | Podestà nominati dal governo (1939-1944) | Podestà nominati dal governo (1939-1944) | Podestà nominati dal governo (1939-1944) |
| Nominativo                                                 | Partito                                  | Partito                                  | Mandato                                  | Mandato                                  |
| Nominativo                                                 | Partito                                  | Partito                                  | Inizio                                   | Fine                                     |
| ---------------------------------------------------------- | ---------------------------------------- | ---------------------------------------- | ---------------------------------------- | ---------------------------------------- |
| Domenico Campanelli (Commissario prefettizio)              | –                                        | –                                        | 1939                                     | 8 gennaio 1941                           |
| Ernesto Pirola                                             |                                          | Partito Nazionale Fascista               | 8 gennaio 1941                           | 8 settembre 1944                         |
| Enrico Albertini                                           |                                          | Partito Nazionale Fascista               | 8 settembre 1944                         | 2 maggio 1945                            |
| Sindaci del periodo costituzionale transitorio (1944-1946) |                                          |                                          |                                          |                                          |
| Nominativo                                                 | Partito                                  | Partito                                  | Mandato                                  | Mandato                                  |
| Nominativo                                                 | Partito                                  | Partito                                  | Inizio                                   | Fine                                     |
| Vincenzo Andreani                                          |                                          | Partito Socialista Italiano              | 2 maggio 1945                            | 7 aprile 1946                            |

## Repubblica Italiana (dal 1946)
| Sindaci eletti dal Consiglio comunale (1946-1995)    | Sindaci eletti dal Consiglio comunale (1946-1995) | Sindaci eletti dal Consiglio comunale (1946-1995) | Sindaci eletti dal Consiglio comunale (1946-1995) | Sindaci eletti dal Consiglio comunale (1946-1995) | Sindaci eletti dal Consiglio comunale (1946-1995) | Sindaci eletti dal Consiglio comunale (1946-1995) | Sindaci eletti dal Consiglio comunale (1946-1995) | Sindaci eletti dal Consiglio comunale (1946-1995) |
| Nominativo                                           | Nominativo                                        | Partito                                           | Partito                                           | Partito                                           | Partito                                           | Mandato                                           | Mandato                                           | Elezione                                          |
| Nominativo                                           | Nominativo                                        | Partito                                           | Partito                                           | Partito                                           | Partito                                           | Inizio                                            | Fine                                              | Elezione                                          |
| ---------------------------------------------------- | ------------------------------------------------- | ------------------------------------------------- | ------------------------------------------------- | ------------------------------------------------- | ------------------------------------------------- | ------------------------------------------------- | ------------------------------------------------- | ------------------------------------------------- |
|                                                      | Luigi Zappelli                                    |                                                   | Partito Socialista Italiano                       | Partito Socialista Italiano                       | Partito Socialista Italiano                       | 17 aprile 1946                                    | 9 agosto 1948                                     | –                                                 |
|                                                      | Giuseppe Perin                                    |                                                   | Partito Socialista Italiano                       | Partito Socialista Italiano                       | Partito Socialista Italiano                       | 25 settembre 1948                                 | 9 luglio 1949                                     | –                                                 |
|                                                      | Edoardo Cometti                                   |                                                   | Partito Socialista Italiano                       | Partito Socialista Italiano                       | Partito Socialista Italiano                       | 24 settembre 1949                                 | 26 maggio 1951                                    | –                                                 |
|                                                      | Ugo Sironi                                        |                                                   | Partito Socialista Italiano                       | Partito Socialista Italiano                       | Partito Socialista Italiano                       | 27 maggio 1951                                    | 1956                                              | –                                                 |
| 1956                                                 | Ugo Sironi                                        | 1960                                              | Partito Socialista Italiano                       | Partito Socialista Italiano                       | Partito Socialista Italiano                       |                                                   |                                                   | –                                                 |
| 1960                                                 | Ugo Sironi                                        | 21 novembre 1964                                  | Partito Socialista Italiano                       | Partito Socialista Italiano                       | Partito Socialista Italiano                       |                                                   |                                                   | –                                                 |
|                                                      | Stefano Ammenti                                   |                                                   | Partito Socialista Italiano                       | Partito Socialista Italiano                       | Partito Socialista Italiano                       | 22 novembre 1964                                  | 2 ottobre 1970                                    | –                                                 |
|                                                      | Ugo Sironi                                        |                                                   | Partito Socialista Italiano                       | Partito Socialista Italiano                       | Partito Socialista Italiano                       | 6 ottobre 1970                                    | 19 gennaio 1971                                   | –                                                 |
|                                                      | Pietro Mazzola                                    |                                                   | Partito Comunista Italiano                        | Partito Comunista Italiano                        | Partito Comunista Italiano                        | 13 marzo 1971                                     | 3 febbraio 1974                                   | –                                                 |
|                                                      | Francesco Imperiale                               |                                                   | Partito Socialista Italiano                       | Partito Socialista Italiano                       | Partito Socialista Italiano                       | 4 febbraio 1974                                   | 1975                                              | –                                                 |
| 1975                                                 | Francesco Imperiale                               | 7 ottobre 1978                                    | Partito Socialista Italiano                       | Partito Socialista Italiano                       | Partito Socialista Italiano                       |                                                   |                                                   | –                                                 |
|                                                      | Giovanni Motetta                                  |                                                   | Partito Comunista Italiano                        | Partito Comunista Italiano                        | Partito Comunista Italiano                        | 14 ottobre 1978                                   | 19 aprile 1979                                    | –                                                 |
|                                                      | Pietro Mazzola                                    |                                                   | Partito Comunista Italiano                        | Partito Comunista Italiano                        | Partito Comunista Italiano                        | 20 aprile 1979                                    | 7 giugno 1980                                     | –                                                 |
|                                                      | Giacomo Ramoni                                    |                                                   | Partito Socialista Italiano                       | Partito Socialista Italiano                       | Partito Socialista Italiano                       | 23 agosto 1980                                    | 20 gennaio 1985                                   | –                                                 |
|                                                      | Francesco Imperiale                               |                                                   | Partito Socialista Italiano                       | Partito Socialista Italiano                       | Partito Socialista Italiano                       | 21 gennaio 1985                                   | 16 luglio 1990                                    | –                                                 |
|                                                      | Bartolomeo Zani                                   |                                                   | Partito Socialista Italiano                       | Partito Socialista Italiano                       | Partito Socialista Italiano                       | 16 luglio 1990                                    | 16 luglio 1993                                    | –                                                 |
|                                                      | Aldo Reschigna                                    |                                                   | Partito Democratico della Sinistra                | Partito Democratico della Sinistra                | Partito Democratico della Sinistra                | 13 settembre 1993                                 | 7 maggio 1995                                     | –                                                 |
| Sindaci eletti direttamente dai cittadini (dal 1995) |                                                   |                                                   |                                                   |                                                   |                                                   |                                                   |                                                   |                                                   |
| Nominativo                                           | Nominativo                                        | Partito                                           | Partito                                           | Coalizione                                        | Coalizione                                        | Mandato                                           | Mandato                                           | Elezione                                          |
| Nominativo                                           | Nominativo                                        | Partito                                           | Partito                                           | Coalizione                                        | Coalizione                                        | Inizio                                            | Fine                                              | Elezione                                          |
|                                                      | Aldo Reschigna                                    |                                                   | Partito Democratico della Sinistra                |                                                   | PDS-PPI                                           | 8 maggio 1995                                     | 28 giugno 1999                                    | Elezione 1995                                     |
|                                                      | Aldo Reschigna                                    | Democratici di Sinistra                           |                                                   | DS-PPI-PdCI-SDI                                   | 27 giugno 1999                                    | 14 giugno 2004                                    | Elezione 1999                                     |                                                   |
|                                                      | Claudio Zanotti                                   |                                                   | Democrazia è Libertà - La Margherita (2004-2007)  |                                                   | DS-DL-SDI-PRC-PdCI-FdV-IdV                        | 14 giugno 2004                                    | 9 giugno 2009                                     | Elezione 2004                                     |
|                                                      | Claudio Zanotti                                   | Partito Democratico (2007-2009)                   |                                                   |                                                   | DS-DL-SDI-PRC-PdCI-FdV-IdV                        | 14 giugno 2004                                    | 9 giugno 2009                                     | Elezione 2004                                     |
|                                                      | Marco Zacchera                                    |                                                   | Il Popolo della Libertà                           |                                                   | PdL-LN-UdC                                        | 9 giugno 2009                                     | 30 aprile 2013                                    | Elezione 2009                                     |
|                                                      | Michele Mazza (Commissario prefettizio)           | –                                                 | –                                                 | –                                                 | –                                                 | 30 aprile 2013                                    | 10 giugno 2014                                    | –                                                 |
|                                                      | Silvia Marchionini                                |                                                   | Partito Democratico                               |                                                   | PD-SEL-PCd'I-L. civiche                           | 10 giugno 2014                                    | 12 giugno 2019                                    | Elezione 2014                                     |
|                                                      | Silvia Marchionini                                | PD-L. civiche                                     | Partito Democratico                               | 12 giugno 2019                                    | 26 giugno 2024                                    | Elezione 2019                                     |                                                   |                                                   |
|                                                      | Giandomenico Albertella                           |                                                   | Indipendente                                      |                                                   | L. civiche di centro-destra                       | 26 giugno 2024                                    | in carica                                         | Elezione 2024                                     |